# Chypsta
Chypsta nebo Achalsopeli (abchazsky Хыԥсҭа, gruzínsky ახალსოფელი – Achalsopeli) je vesnice v Abcházii, v okrese Gudauta. Leží přibližně 5 km severozápadně od okresního města Gudauty na pobřeží Černého moře v ústí řeky Chypsty. Na západě sousedí s Mgudzyrchvou, od které ji odděluje řeka Mčišta, na severu se Zvandrypší a na východě s Lychny. Chypstu protínají silnice spojující Rusko se Suchumi a také železnice spojující Abcházii s Ruskem.
Oficiálním názvem obce je Vesnický okrsek Chypsta (rusky Хыпстинская сельская администрация, abchazsky Хыԥсҭа ақыҭа ахадара). Za časů Sovětského svazu se okrsek jmenoval Achalsopelský selsovět (Ахалсопельский сельсовет).

## Části obce
Součástí Chypsty jsou následující části:
- Chypsta (Хыԥсҭа)
- Apšduny (Аԥшьдәаны / Аԥшьдәны)
- Ašycra (Ашыцра)
- Bambora (Бамбора)

## Historie
Až do roku 1944 bylo území současné Chypsty rozděleno mezi Zvandrypš (po pravém toku řeky Chypsty) a Lychny (po levém toku řeky Chypsty). Obec byla roku 1944 založena za účelem přesídlení obyvatel ze západní Gruzie a Gruzíni zde krátce poté utvořili většinu, Abchazů zde žilo kolem 20 %. Bylo rozhodnuto o pojmenování nové obce Achalsopeli (dle ახალი სოფელი: achali sopeli), což v překladu do češtiny znamená "Nová Ves"). V 50. letech se obec krátce přejmenovala na Ordžonikidze dle gruzínského bolševika Serga Ordžonikidzeho, avšak poté došlo k návratu k názvu Achalsopeli, který setrval až do roku 1996. V celém okresu Gudauta byla Achalsopeli jediným sídlem, kde Gruzínci tvořili většinu.
Během války v Abcházii mnoho zdejších Gruzínů uprchlo ze země, avšak zdaleka ne všichni. Někteří zdejší Gruzíni dokonce během této války bojovali na straně Abchazů. Zdejší rodák, podplukovník Oleg Čanba byl během války velitelem abchazského letectva a padl během jedné z bojových misí.
V současnosti zde setrvává soudržná skupina Gruzínů, většinou v důchodovém věku. V roce 1996 rozhodla separatistická vláda Abcházie o přejmenování obce na Chypsta podle názvu zdejší řeky.

## Obyvatelstvo
Dle nejnovějšího sčítání lidu z roku 2011 je počet obyvatel této obce 1751 a jejich složení následovné:
- 1548 Abchazů (88,4 %)
- 99 Gruzínů (5,7 %)
- 60 Rusů (3,4 %)
- 44 ostatních národností (2,5 %)

Před válkou v Abcházii žilo v obci 2992 obyvatel.